# ناحیه سیکس مایل، شهرستان فرانکلین، ایلینوی
ناحیه سیکس مایل (به انگلیسی: Six Mile Township) یک منطقهٔ مسکونی در ایالات متحده آمریکا است که در شهرستان فرانکلین، ایلینوی واقع شده‌است. ناحیه سیکس مایل ۱۲۱ متر بالاتر از سطح دریا واقع شده‌است.